# Kernkraftwerk Trojan
Trojan in Rainier war das einzige Kernkraftwerk in Oregon. Nach sechzehn Jahren Betrieb wurde es durch den Betreiber Portland General Electric (PGE) fast zwanzig Jahre vor dem offiziellen Laufzeitende abgeschaltet. Die Stilllegung und der Abriss der Anlage begannen 1993 und wurden 2008 vollendet. Seitdem ist Trojan der leistungsstärkste Reaktor weltweit, der vollständig rückgebaut wurde.

## Reaktor
Es handelte sich um einen Druckwasserreaktor mit einer elektrischen Nettoleistung von 1095 MWe und einer Bruttoleistung von 1155 MWe. Die Errichtung des Reaktors kostete 450 Millionen US-Dollar.

## Betrieb
Der Bau von Trojan begann am 1. Februar 1970. Der Block wurde am 15. Dezember 1975 erstmals kritisch. Am 23. Dezember 1975 wurde er erstmals mit dem Stromnetz synchronisiert. Der kommerzielle Leistungsbetrieb begann am 20. Mai 1976, bei einer 35-Jahres-Lizenz würde dieser im Jahr 2011 auslaufen. Die Umweltschützer demonstrierten mit gewaltsamen Auseinandersetzungen sowohl innerhalb als auch außerhalb des Sicherheitszauns gegen das Kraftwerk.
1978 wurde das Kraftwerk für neun Monate abgeschaltet, während Änderungen zur Verbesserung der Erdbebensicherheit vorgenommen wurden.
1980 wurde durch eine Volksabstimmung beschlossen, keine weiteren Kernkraftwerke in Oregon zu bauen.

## Stilllegung
Am 9. November 1992 wurde das Kernkraftwerk Trojan abgeschaltet. Im Januar 1993 kündigte PGE an, den Reaktor nicht mehr in Betrieb zu nehmen.
Der etwa 150 Meter hohe Kühlturm wurde am 21. Mai 2006 um 7:00 Uhr durch eine Dynamit-Explosion gesprengt. Dieses Ereignis markiert die erste Implosion eines Kernkraftwerks-Kühlturms in den Vereinigten Staaten. Zusätzliche Abbrucharbeiten an den verbleibenden Gebäuden des Kraftwerks wurden bis 2008 vorgenommen.

## Sonstiges
Die Anlage lag nur zirka 60 km Luftlinie vom 1980 eruptierten Vulkan Mount St. Helens entfernt. 
Angeblich war das Kernkraftwerk Trojan die Inspiration für das Kernkraftwerk Springfield, Homer Simpsons Arbeitsplatz in der animierten TV-Comedy-Serie The Simpsons. Allerdings bestreitet der Produzent Matt Groenings dies.

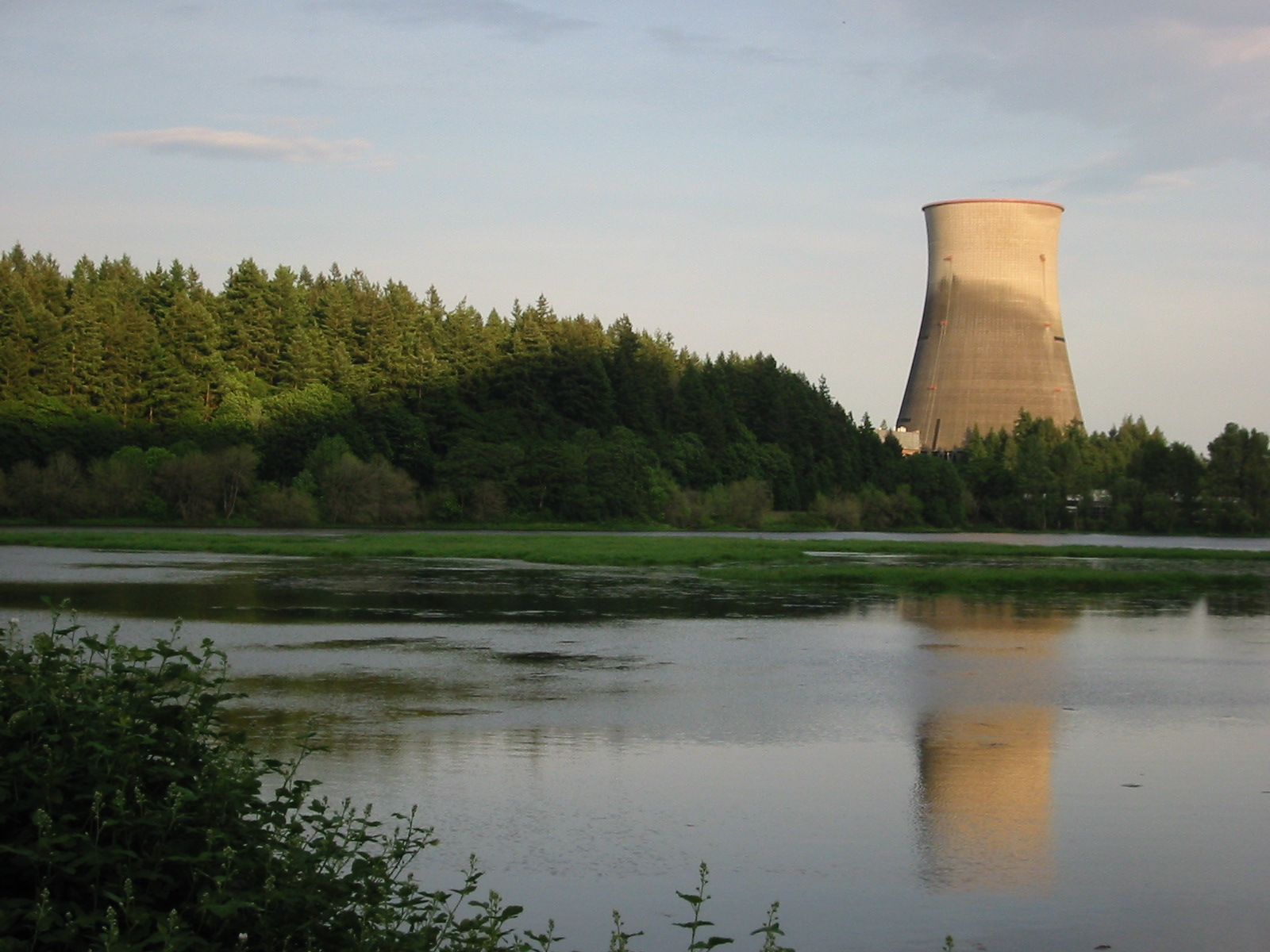
Der Kühlturm des Kraftwerks
Sprengung des Kühlturms am 21. Mai 2006 (Animation)

## Daten des Reaktorblocks
Das Kernkraftwerk Trojan hatte einen Kraftwerksblock:
| Reaktorblock | Reaktortyp         | Netto- leistung | Brutto- leistung | Baubeginn  | Netzsyn- chronisation | Kommer- zieller Betrieb | Abschal- tung |
| ------------ | ------------------ | --------------- | ---------------- | ---------- | --------------------- | ----------------------- | ------------- |
| Trojan       | Druckwasserreaktor | 1095 MW         | 1155 MW          | 01.02.1970 | 23.12.1975            | 20.05.1976              | 09.11.1992    |